# Урочище Прийма

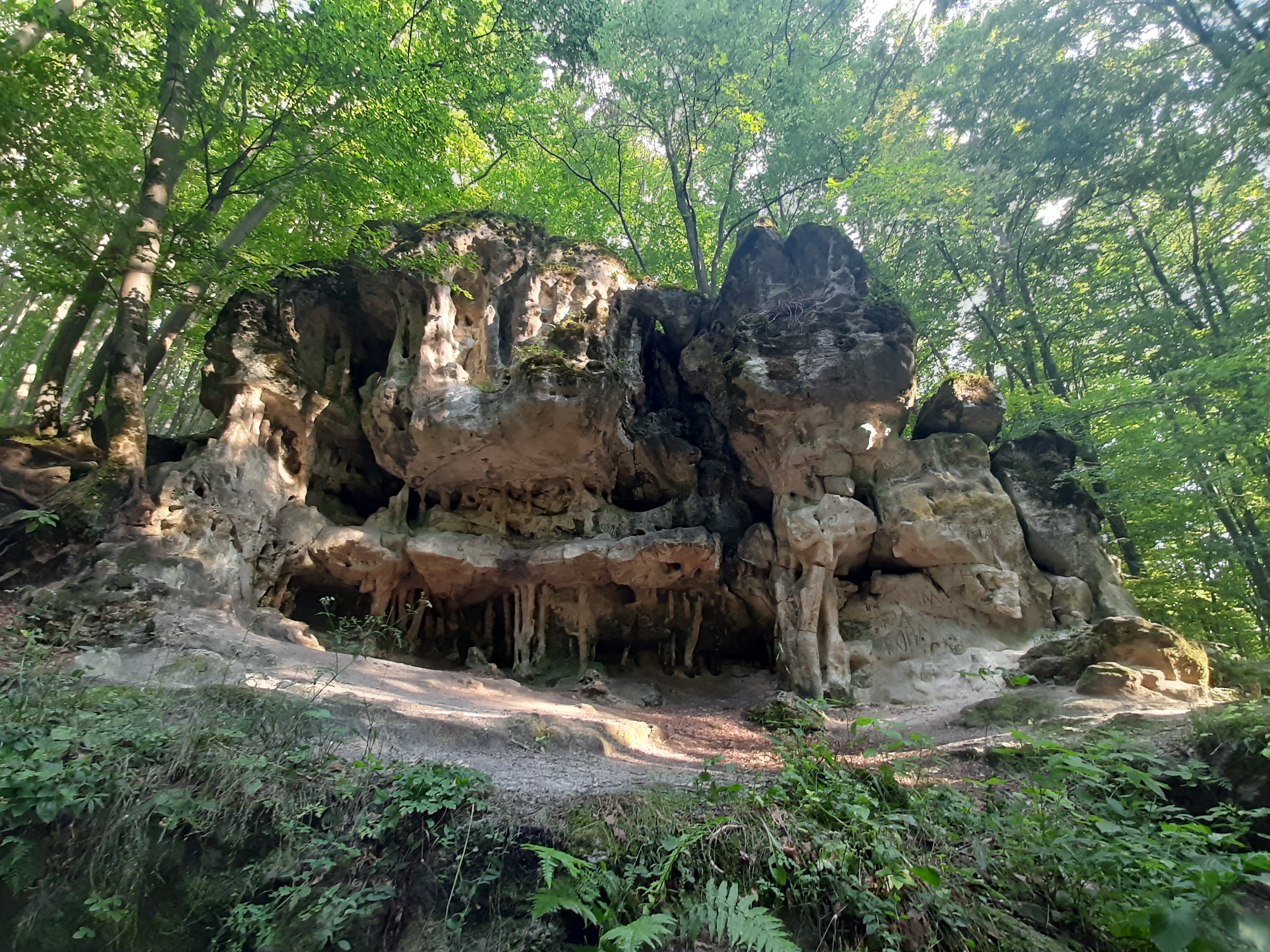
Печера Неандертальця

Урочище (грот) Прийма або печера Неандертальця є пам’ятником природи та археології європейського значення. Тут, у печері, якій близько 45 тисяч років, археологи знайшли найдавніше поселення на території Галичини. Це найдавніше поселення-табір на території України (близько 46 тисяч років).
Грот Прийма - багатоярусний карстовий скельно-печерний ансамбль в урочищі Прийма, в селі Верин, Миколаївського району, Львівської області. Пам'ятка розташована на височині (374 м), поблизу мису потічка Безіменного, за 2,3 км на схід від русла Дністра і за 1,2 км від шосе Миколаїв - Розділ, на ділянці між селами Розвадів і Верин, за 40 км від Львова. Цю місцевість в народі називають Німеча, а саму печеру - Біни (Дірява).

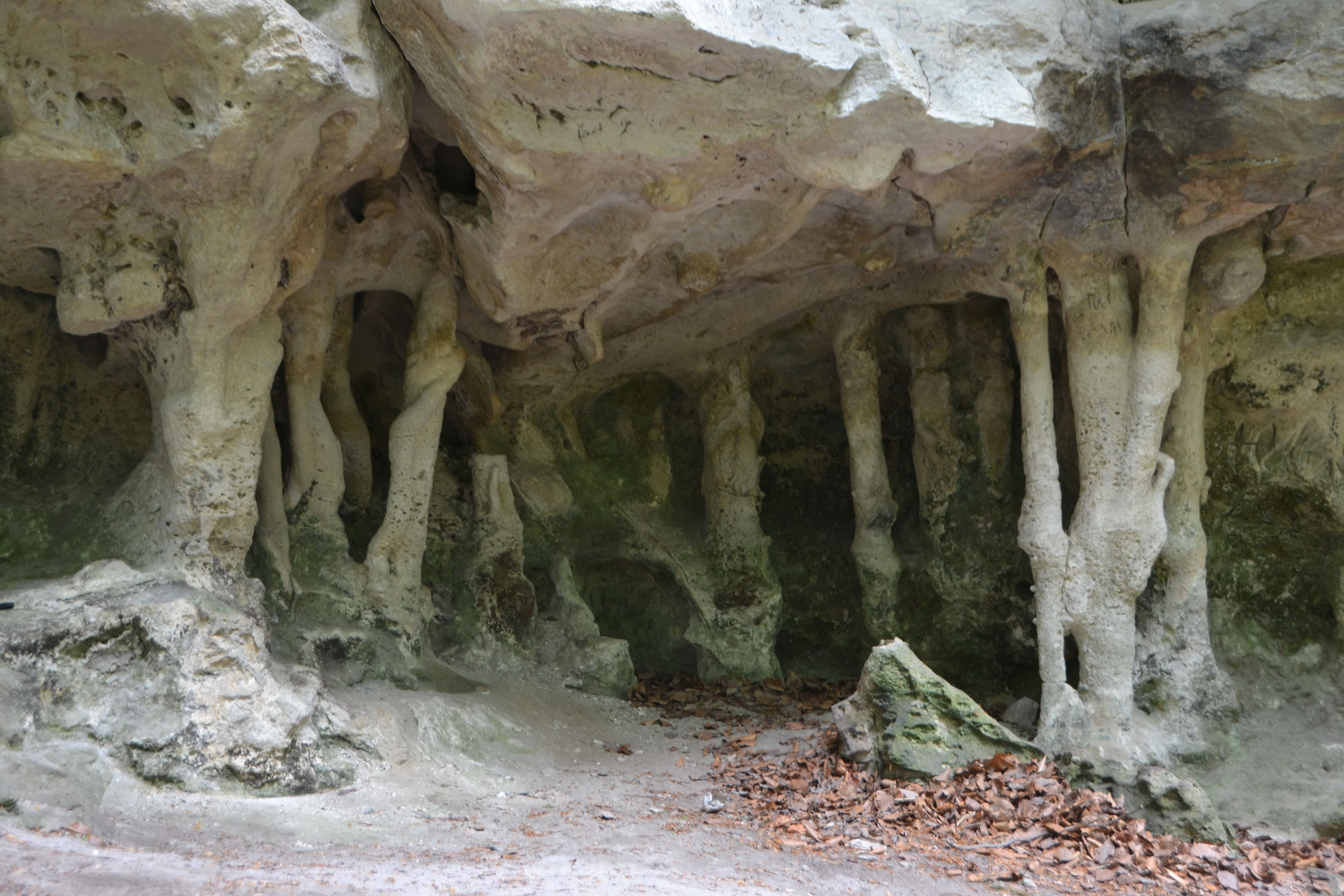

Цей грот свідчить про те, що люди тут жили з незапам’ятних часів. Залишки кісток звірів і списи з кам’яними наконечниками, знайдені в будинку неандертальця, підтверджують, що його жителі були мисливцями. Загалом археологи знайшли близько трьох тисяч кісток, антропологи ідентифікували поки більше 300. Дослідницькі роботи тривають і донині. Ці археологічні знахідки свідчать про те, що це помешкання слугувало своєрідним зимовим мисливським табором. Неандертальці використовували печеру для проживання взимку, полювали на диких звірів за допомогою списів з кам’яними наконечниками, а коли теплішало, переходили до мандрівного способу життя.
Урочище Прийма, заховане у лісовій гущавині, – це карстове провалля міоценових відкладень. У його пластах добре видно елементи рослинності різних епох.
Це трирівневе утворення, збудоване наче на кістках якогось велетня. Найнижчий рівень не має жодних печер. Зате має колони, на яких, здається, й тримається весь скельний комплекс. За однією з версій, це підземні ходи або нори древніх ракоподібних. Два вищі рівні мають невеличкі придатні для життя приміщення. Трохи осторонь є ще одна печерка й чиясь викопана могила. Саме тут науковці й знайшли пражитло з рештками одного неандертальця жіночої статі, за іншою версією – кількох. Окрім цього, на території гроту виявили залишки перепаленої деревини, що свідчить про використання вогню. Третій рівень висотою у три метри також має неглибокі ніші, зверху – «дах» у вигляді купола, засипаний товстим шаром ґрунту. З верхнього рівня добре видно каньйон і скелі. Навколо – незаймана природа, і якщо сильно не шуміти, то можна побачити косуль. 